# Tuerta rema
Tuerta rema är en fjärilsart som beskrevs av Druce 1910. Tuerta rema ingår i släktet Tuerta och familjen nattflyn. Inga underarter finns listade i Catalogue of Life.